# Un român în Lună
Un român în Lună este un roman științifico-fantastic scris de Henric Stahl și publicat pentru prima oară integral în anul 1914 de Institutul de Arte Grafice „Tipografia Românească” din București, după ce mai multe capitole apăruseră anterior în diferite reviste literare ale vremii.
Romanul prezintă călătoria unui român către Lună într-un aparat de zbor denumit „aerosfredel” și întâlnirea sa pe solul selenar cu un marțian. Călătoria către Lună este motivată parțial de disprețul cosmonautului român față de o societate meschină formată din demagogi, din carieriști și din depravați care sunt incapabili să înțeleagă și să sprijine aspirațiile superioare ale omului și care îi ironizează cu un aer superior pe idealiști. Henric Stahl, care era un bun cunoscător al moravurilor politice ale vremii sale, realizează în acest roman o critică socială virulentă a sistemul politic corupt și demagogic al României antebelice.
Un român în Lună este unul dintre primele romane S.F. scrise în limba română, având din această perspectivă un rol de document literar. El este considerat de specialiști ca fiind cel mai important roman științifico-fantastic românesc din faza de pionierat a acestei subspecii literare.
În ciuda acestor merite incontestabile, criticii literari au susținut că romanul lui Henric Stahl este totuși o operă literară minoră din cauza construcției literare neglijente, a dezechilibrului structural cauzat de intercalarea în firul epic a unor lungi pasaje de știință popularizată, a numeroaselor naivități tehnico-științifice și a unei critici sociale realizate pe un ton prea agresiv.

## Rezumat

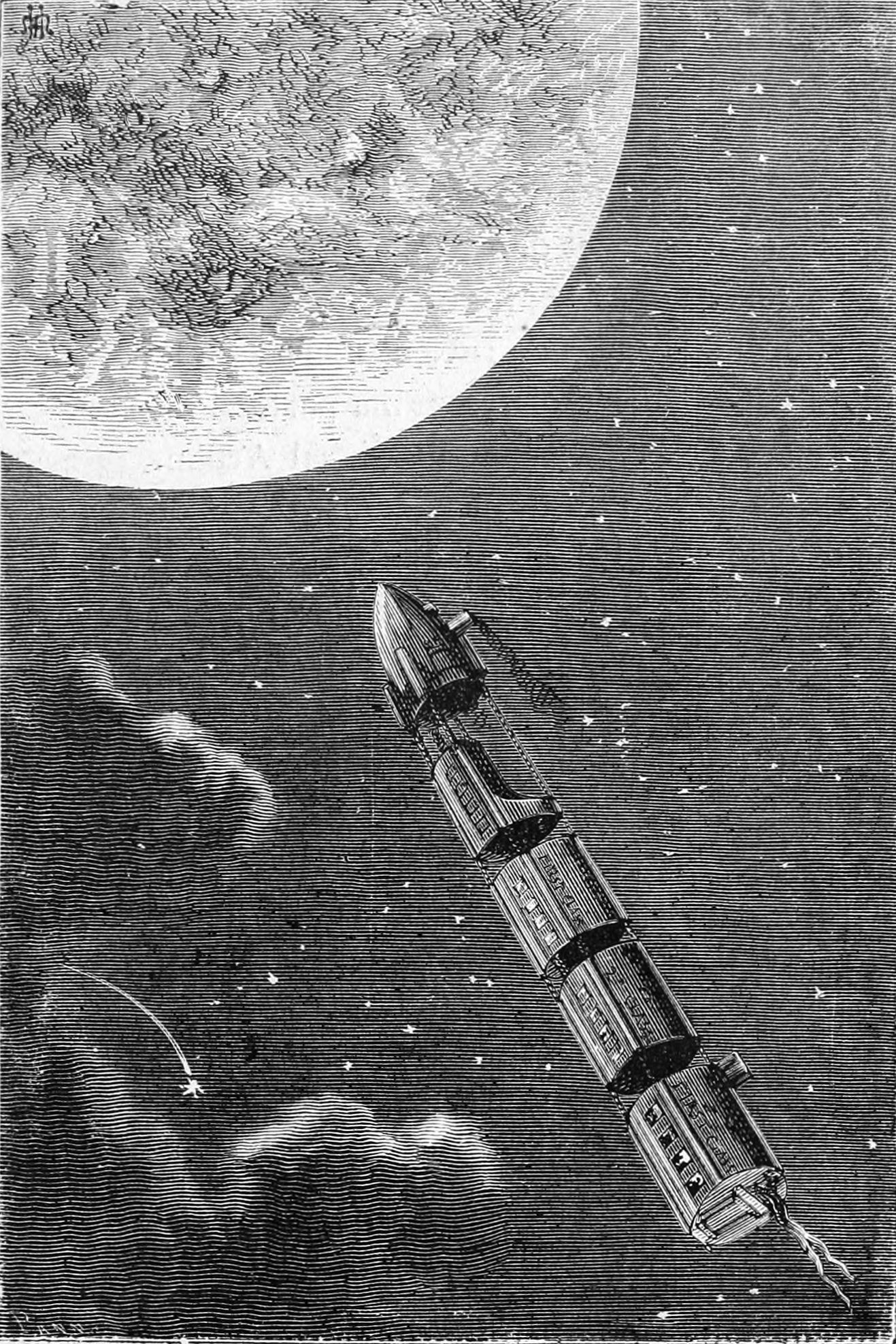
Călătoria cu un proiectil către Lună în romanul De la Pământ la Lună de Jules Verne.

Un ziarist din București, care sosește acasă de la redacție în zorii unei zile de iarnă, observă căderea unui corp ceresc în grădina casei sale de pe strada Puișor. Bolidul căzut într-un morman de zăpadă nu era un aerolit, ci un aparat perfecționat de zbor de formă cilindrică, lung de vreo trei metri și lat cam de un metru și jumătate. Privind prin geamurile aparatului, constată că interiorul acestuia este gol. Ziaristul deschide obiectul metalic și găsește acolo un caiet gros cu coperți de mușama neagră care conținea o mulțime de hieroglife stranii. Înțelegând că jurnalul de bord era scris de un pământean, el reușește în urma unor eforturi mari să descifreze textul scris și descoperă o descriere stenografiată a călătoriei unui cosmonaut român în Lună, pe care o transcrie în continuare.
Împreună cu un prieten inventator pe nume Sucevan, „mort în puterea muncii, nebun, ducând în groapă atâtea secrete”, autorul jurnalului de bord a plănuit efectuarea unei călătorii spre Lună cu ajutorul unui „aerosfredel” propulsat de acțiunea curentului electric asupra „azbestoidului refractar atracțiunii” (o substanță secretă inventată de cei doi). După mai multe experiențe reușite, inventatorul nenumit decolează într-o noapte de iunie și, după o plutire ușoară deasupra Bucureștilor, a Câmpiei Române și a munților Carpați, începe să zboare cu viteza de 200 km pe oră pe care i-o asigura energia electrică a acumulatoarelor. Călătoria urma să dureze maximum 80 de zile. Cosmonautul are ca tovarăș de călătorie un papagal vorbitor pe nume Coco. În timpul drumului, aerosfredelul intră în câmpul de atracție al unui bolid („un bloc de zgură, mare cât o casă”), devenind un fel de satelit al acestuia, iar călătorul este martorul unei eclipse de soare și apoi al unei eclipse de lună, făcând o serie de observații critice.

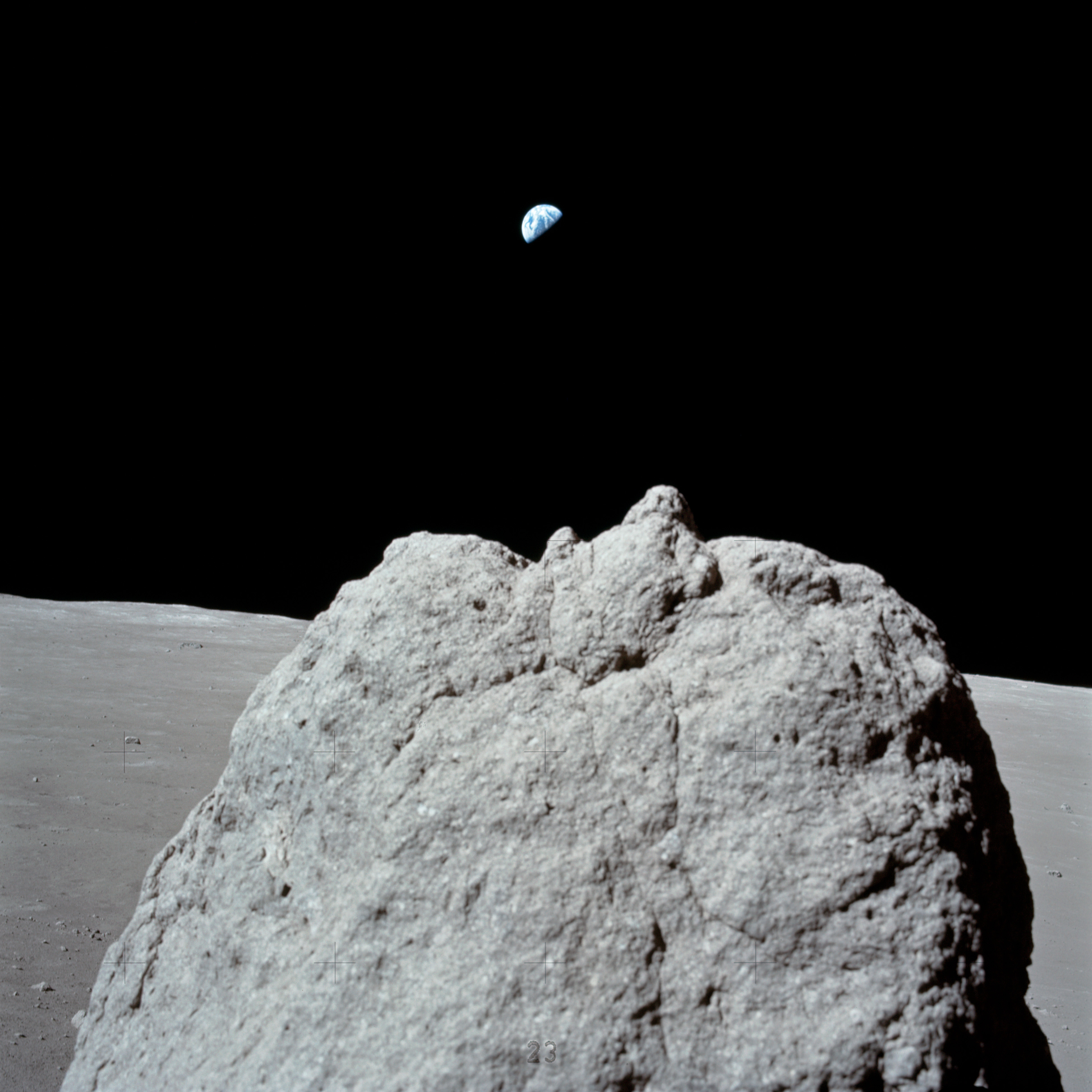
Pământul văzut de pe Lună în cursul misiunii Apollo 17 (1972).

În cele din urmă, aparatul de zbor aselenizează la polul nordic lunar, un loc luminat permanent de Soare, pe marginea craterului unui vulcan. După ce se obișnuiește cu aerul lunar și cu gravitația scăzută, cosmonautul terestru pornește să exploreze satelitul natural al Pământului, dar cade în interiorul craterului, unde Coco moare de sete, și este salvat de o ființă gigantică (având un corp cu o înălțime de trei metri format din suprapunerea a trei triunghiuri de mărimi inegale, o frunte bombată, o gură mică), pe care o presupune inițial a fi un selenit.
Extraterestrul îi arată prin semne că a venit de pe planeta Marte (pe care o numește Șîrî), iar între cele două ființe se înfiripă o relație prietenească. Refugiați de noaptea lunară în galeriile din craterul vulcanului, pământeanul și marțianul încep să facă schimb de cunoștințe, conversând inițial prin semne și apoi în limba română. Astfel, călătorul terestru află că viața pe Marte era tot mai grea din cauza frigului puternic și a apei tot mai puține; în aceste condiții, marțienii au trimis un sol pentru a căuta o planetă mai apropiată de Soare care să aibă condiții prielnice dezvoltării vieții. Nava marțiană în formă de sferă urma să ajungă pe Pământ și apoi pe Venus, dar exploratorul a adormit din cauza frigului cosmic, iar nava sa a fost atrasă pe orbita Lunii, suferind o ciocnire violentă cu solul lunar.
Auzind povestea marțianului, cosmonautul terestru pornește cu aerosfredelul în căutarea sferei cosmice. Din cauza faptului că energia acumulatoarelor electrice care puneau în mișcare aerosfredelul era aproape de epuizare, iar aparatul nu mai putea transporta în spațiu și greutatea unui om, românul a rămas în Lună alături de marțian pentru a-l ajuta să repare sfera și a dat drumul în spațiu aerosfredelului gol, în nădejdea că el va cădea din nou pe Pământ și o să vină poate cineva să-l salveze.

## Structură
Romanul este împărțit, în varianta sa finală, în trei părți (Partea I: Pe Pământ – 6 capitole, Partea a II-a: De la Pământ la Lună (Note de călătorie) – 34 capitole și Partea a III-a: Pe Lună – 14 capitole), precedate de o închinare și o lămurire și urmate de o listă bibliografică de materiale documentare folosite de autor.
Edițiile publicate în 1958 și 1966 conțin o prefață (care diferă într-o anumită măsură de la o ediție la alta, ca urmare a înglobării unor informații noi aduse de explorarea Cosmosului în anii Cursei Spațiale și a apariției în acei ani a unor opere literare științifico-fantastice de referință) și o listă de note explicative (24 în 1958 și 23 în 1966, cu anumite diferențe între ele), ambele alcătuite de I.M. Ștefan. Prefața ediției din 1958 precede secțiunea „Închinare”, în timp ce prefața ediției din 1966 se află între „Închinare” și „Lămurire”; lista de note explicative precede în ambele cazuri secțiunea „Lucrări folosite”.

### Cuprins
Închinare

Lămurire
Partea I: Pe Pământ
- I. Spre ziuă în București
- II. Un bolid misterios
- III. Ce conținea aeroplanul căzut din Marte
- IV. Ieroglifele marțianului
- V. Visul
- VI. Descifrarea manuscrisului

Partea a II-a: De la Pământ la Lună (Note de călătorie)
- I. Bucureștii văzuți din nori
- II. Furtuna
- III. Deasupra norilor
- IV. Popas deasupra Carpaților
- V. O vizită în nori
- VI. Mai sus ca Himalaia
- VII. Beția oxigenului
- VIII. După beție, asfixie
- IX. Ce este cu Pământul?
- X. La masă
- XI. Când ajung la Lună?
- XII. La maximum de iuțeală
- XIII. Noapte bună
- XIV. Sărmanul André
- XV. Satelitul meu
- XVI. Călătorie silită în Zeppelin
- XVII. Consecințele unui strănut
- XVIII. Hoție la drumul mare
- XIX. Vârcolacii
- XX. O familie de pupăcioși
- XXI. Minciuni grecești și românești
- XXII. De ce latră câinii la lună
- XXIII. Dispariția Pământului
- XXIV. Cucoana din Lună
- XXV. Vârcolacii ediția a II-a
- XXVI. Un ludion model nou
- XXVII. Lume răsturnată
- XXVIII. A giorno
- XXIX. Mamă tânără și frumoasă, fată bătrână și buboasă
- XXX. Smântâna laptelui și craterele lunare
- XXXI. Cadavru-cimitir
- XXXII. Băiat sau fată?
- XXXIII. De ce vreau să cobor la pol
- XXXIV. Chitila – București

Partea a III-a: Pe Lună
- I. Civilizație
- II. Cu biberonul
- III. Puricele și Hercule
- IV. Tobogan
- V. În pântecele vulcanului
- VI. Omul lunar
- VII. Șîrî
- VIII. Îpî bîn!
- IX. Goana după Soare
- X. Noapte sublunară
- XI. Interior lunar
- XII. Lecții de românește
- XIII. Din nou la lumină
- XIV. Fatalitate

Lucrări folosite

### Diferențe între ediții
Există unele diferențe între ediția I a romanului și cele ulterioare: secțiunea „Lucrări folosite” (bibliografia întocmită de autor) a fost plasată inițial în partea de început, între „Închinare” și „Lămurire”, pentru ca ulterior să fie mutată la sfârșitul cărții, înaintea „Cuprinsului”; cap. XVII din partea a II-a a fost intitulat inițial „Consecințele unui strănutat”, pentru ca ulterior să fie denumit „Consecințele unui strănut”; „Tabla de materie” este denumită „Cuprins” în edițiile mai noi; fraza prin care autorul îi aduce un omagiu mentorului său, Nicolae Iorga, a fost eliminată din edițiile ulterioare ș.a.

## Personaje
- naratorul — un jurnalist de la un ziar bucureștean, care locuiește pe strada Puișor și asistă la căderea unui corp ceresc.[6] El descifrează textul scris în jurnalul de bord al aparatului de zbor.[27] Are un ton cald și entuziast atâta timp cât privește cerul, pentru ca să devină tot mai pesimist și mai trist când observă depravarea umană, suferința cauzată de sărăcie, de mizerie și de boală, precum și prezența morții.[28]
- călătorul spre Lună — un inventator român originar din București care călătorește cu un „aerosfredel” către Lună.[8] Primele două litere ale numelui sunt C și O.[29] Motivația plecării în spațiu o constituie disprețul și înstrăinarea față de o societate meschină.[30]
- Coco — papagalul cosmonautului pe care i-l cumpărase mama lui în copilărie.[31] Cunoaște opt fraze învățate de la slugi pe care le repetă prin rotație.[31] Este singura ființă luată de călător în aerosfredel pentru a-i ține de urât și a-i reaminti de Pământ în timpul călătoriei.[32]
- un astronaut marțian — trimis în căutarea unei planete cu condiții de viață mai blânde și ajuns fără voia sa pe Lună[33]

## Începuturile literaturii științifico-fantastice în România

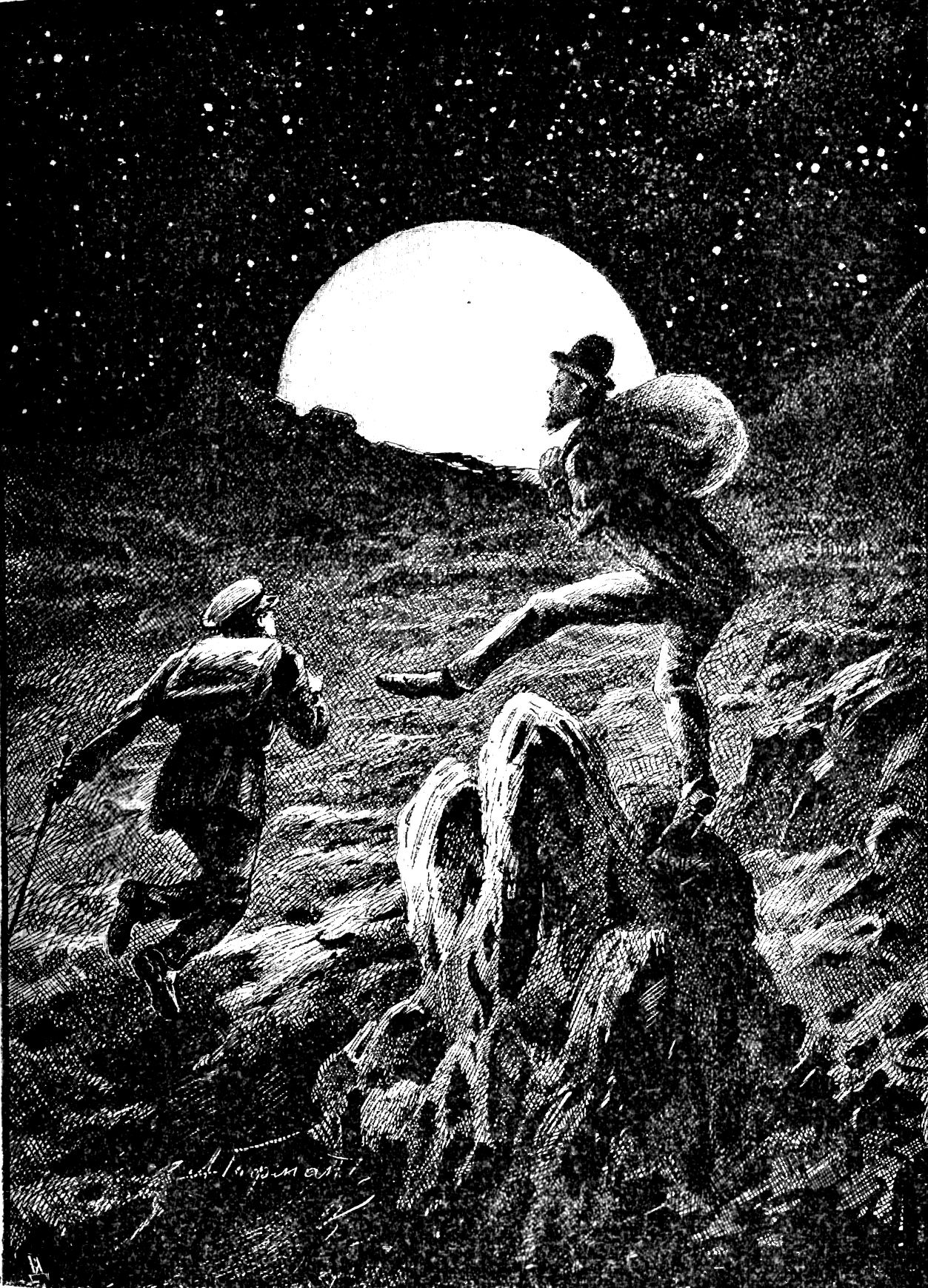
Ilustrație din ediția princeps a cărții Pe Lună (1893) de Konstantin Țiolkovski.

Perioada de pionierat a literaturii științifico-fantastice românești datează, potrivit criticului specializat Florin Manolescu, datează de la sfârșitul secolului al XIX-lea până în primele două decenii ale secolului al XX-lea. Printre primele creații literare SF în limba română pot fi menționate următoarele: schița „Cîrma balonului” (1902) de B. Brănișteanu, nuvela „O călătorie în Lună” (1907) a tipografului Al. Speranță, reportajul anticipativ „Un reporter în noua planetă Aurora sau Din virtuțile gimnaștilor” (1907) a unui oarecare Amargo, povestirea utopică „Oceania–Pacific–Dreadnought” (1913) de Alexandru Macedonski și schița „Pământul a vorbit” (1913) a lui Victor Eftimiu.
Un rol important în popularizarea literaturii științifico-fantastice în România l-a avut astronomul și ziaristul Victor Anestin (1875–1918), pe care savantul C. I. Parhon îl considera în 1921 „un apostol al științei”. A dus ani de zile o existență mizeră de corector tipografic, efectuând în paralel observații astronomice originale asupra planetei Venus și publicând mai multe articole în publicații de specialitate din Anglia, America și Franța. A desfășurat o bogată activitate de popularizare științifică: a editat revista astronomică Orion (1907–1912), a înființat Societatea astronomică română „Camille Flammarion” (1908), a condus începând din 1912 Ziarul călătoriilor și al științelor populare, a înființat, împreună cu Constantin I. Istrati, Universitatea populară din București (1912) și a fost fondator și secretar general al societății „Prietenii științei” (1913). Romanul În anul 4000 sau O călătorie la Venus (1899) al lui Anestin este considerat primul roman științifico-fantastic românesc, fiind urmat de O tragedie cerească (1914), un alt roman al aceluiași autor care a fost tipărit la 17 februarie 1914. Primul roman prezintă expediția a doi pământeni pe planeta Venus și contactele lor cu venusienii, în timp ce al doilea roman contemplă sfârșitul iminent al civilizației de pe planetele Venus, Marte și Pământ ca urmare a pătrunderii în Sistemul Solar a unui corp cosmic străin.
Cele trei romane ale lui Victor Anestin (În anul 4000 sau O călătorie la Venus (1899), O tragedie cerească (1914) și Puterea științei sau Cum a fost „omorât” Răsboiul European (1916)), împreună cu Un român în Lună de Henric Stahl, sunt primele romane științifico-fantastice românești și singurele romane științifico-fantastice românești cunoscute până în anii 1930, când a avut loc o dezvoltare bruscă a literaturii SF în limba română. Un român în Lună a fost considerat o lungă perioadă de timp primul roman științifico-fantastic românesc, informație transmisă în străinătate prin intermediul Revue roumaine (nr. 1/1968) și preluată în alte lucrări de sinteză privind istoria literaturii SF precum Panorama de la science-fiction : les thèmes, les genres, les écoles, les problèmes (Marabout Université, Verviers, 1975) a lui Jacques Van Herp. Chiar dacă studiul Literatura S.F. (1980) al lui Florin Manolescu a stabilit ordinea cronologică strictă, romanul Un român în Lună rămâne în continuare în opinia criticului român „cel mai important roman S.F. din faza de pionierat” și „primul nostru roman clasic S.F.”, a cărui apariție „reprezintă o dată de referință în evoluția fantasticului științific românesc și în procesul lent de instituire a unei tradiții autohtone a genului”.
În același timp, romanul lui Stahl urmează o tendință tematică manifestată în literatura științifico-fantastică universală începând din secolul al XIX-lea: călătoria către Lună a reprezentanților tot mai multor națiuni. Primul autor din epoca modernă care a tratat tema explorărilor selenare a fost americanul Edgar Allan Poe în povestirea „Hans Pfaall” (1835), fiind urmat de francezul Jules Verne în romanele De la Pământ la Lună (1865) și În jurul Lunii (1870), de rusul Konstantin Țiolkovski în povestirea „Pe Lună” (1893), de englezul H. G. Wells în romanul Primii oameni în Lună (1901), de germanul Oskar Hoffmann în romanul Von der Terra zur Luna oder Unter den Seleniten (1902), de românul Alexandru Speranță în nuvela „O călătorie în Lună” (1907) și de bulgarul Elin Pelin în romanul Ian Bibian în Lună (1934).

## Autorul romanului: Henric Stahl

### Aspecte biografice

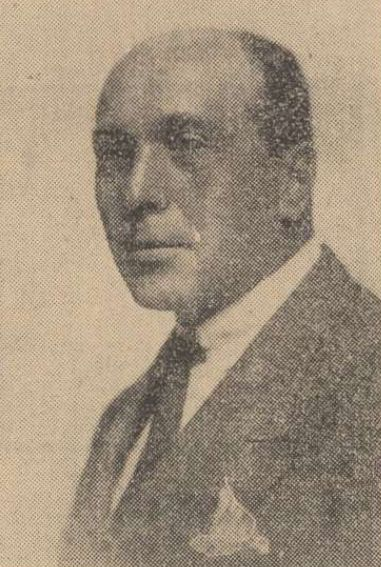
Henri „Henric” Stahl, autorul romanului

Henri „Henric” Stahl (1877–1942), autorul romanului Un român în Lună, era fiul unui orientalist și lexicograf, Joseph „Iosif” Stahl (1820–1890), descris în surse drept „o încrucișare între un bărbat alsacian și o femeie elvețiană” sau, în genealogia familiei Stahl, ca baron bavarez. Potrivit Henriettei Yvonne Stahl, fiica lui Henri, bunicul ei era „o persoană foarte inteligentă și un savant eminent un filolog care vorbea în jurul a douăzeci de limbi și cunoștea toate implicațiile lor istorice”. Ca urmare a educației sale înalte, el a fost ales să facă parte din suita prințului bavarez Otto, care a fost rege al Greciei în perioada 1832–1862, și a trăit o perioadă în Regatul Greciei, în serviciul regelui Otto, înainte de a fi luat prizonier de turci. A fost eliberat prin mijlocirea domnitorului român Barbu Știrbei, care l-a angajat inițial ca dragoman (interpret) la Constantinopol, și a venit în Țara Românească în anul 1852, împreună cu a doua sa soție, Irma Niard, fiica orfană a unui pictor normand. Soții Stahl au trăit în Țara Românească, iar mai târziu în Principatele Unite Române, ca pedagogi și proprietari ai unei școli internat (deși Irma nu a învățat niciodată limba română). Până la nașterea lui Henri, Joseph a desfășurat o carieră îndelungată în domeniul editării de cărți, publicând manuale de învățare a limbilor germană, franceză sau română, începând cu Kleine Walachische Sprachlehre din 1853.
Născut în anul 1877 la București, Henric a fost el însuși poliglot și cercetător al istoriei. S-a înscris la Universitatea din București, unde a devenit unul dintre studenții iubiți și discipolii fervenți ai tânărului profesor Nicolae Iorga. Potrivit sociologului Mircea Ioanid, „s-a făcut celebru prin activitățile sale modeste, dar rodnice în sfera publică, dar mai ales prin pionieratul său cultural”. Stahl a absolvit cursurile Facultății de Litere și a realizat în 1898 o adaptare a sistemului Duployé pentru stenografia românească. El a prezentat regulile sale în manualul Metoda pentru a stenografia cu alfabetul latin pentru uzul studenților, ziariștilor și tuturor celor care au de scris repede (1900). În acea perioadă Stahl a fost angajat ca revizor-stenograf la Parlamentul României, iar în 1903 lucra la Cancelaria Senatului României și era profesor la școala internat a mamei și soției sale, care-și avea sediul pe strada Brutus (unde locuiau). El a înființat prima societate de stenografie din România în 1905, prima revistă de stenografie din România (Stenograful), care a apărut în perioada 1906–1907, și primul sistem de stenografie românească în 1908.
Henric Stahl a publicat mai multe lucrări de stenografie: Stenografia Duployé adaptată limbei române (1898), Stenografia cu alfabetul latin. Transformarea mașinei de scris în mașină de stenografiat (1900), Resumatul cursului de stenografie românească predat în Iulie 1908 la Vălenii-de-Munte (autografiat, 1908), Curs complect de stenografie cu vocale (cu teme și versiuni umoristice) în două părți: Partea I-a. Stenografia corespondențială (1909) și Partea II-a. Stenografia profesională. Abrevierile (1910) și Resumatul cursului de stenografie românească predat la școala militară de infanterie din Dealul Spirei (autografiat, 1910). Ulterior, după Primul Război Mondial, a fost vicepreședinte al Corpului de stenografi al Adunării Deputaților, a publicat un Curs de stenografie parlamentară (1919) și a predat la Școala Superioară de Arhivistică din cadrul Arhivelor Naționale ale României în perioada 1925–1938.

### Prietenia cu Nicolae Iorga
La începutul anilor 1900 Henric Stahl a reluat contactele strânse cu Iorga: istoricul a început să viziteze în mod regulat casa și biroul fostului său student, unde își dicta liber cărțile pentru ca Stahl să le scrie. Ca urmare a acestei relații, Stahl a fost cooptat în personalul Universității Populare de Vară a lui Iorga de la Vălenii de Munte, unde, în 1908, preda cursuri de stenografie. Editura academică a lui Iorga din Vălenii de Munte a publicat în 1909 un Curs complect de stenografie cu vocale și o introducere în limba franceză la un curs de stenografie franceză și germană, litografiat la București. Stahl și Iorga împărtășeau, de asemenea, o pasiune pentru istoria orală și pentru istoria Bucureștiului, fiind, după cum notează criticul literar Dan C. Mihăilescu, adversari conservatori ai modernizării urbane din secolul al XX-lea, ai culturii populare și ai dezvoltării micii burghezii.
Activitatea literară a lui Henric Stahl datează de la începutul secolului al XX-lea: el a devenit în 1901 colaborator al revistei umoristice Moftul Român (fondată în ianuare 1893 de Ion Luca Caragiale), unde a publicat scrieri cu caracter politic și umoristic, debutând cu sceneta umoristică „Furtună conjugală”, semnată Stahl. A fost un imitator al lui Caragiale și, potrivit lui Iorga, a fost unul dintre cei mai buni, dotat cu o „înduioșată înțelegere ironică a lucrurilor”. După ce a dobândit o înțelegere superioară a tendințelor românești emergente cu privire la vorbirea în public, Stahl a publicat un articol în septembrie 1906 despre „stilul oratorilor români” în Revista politică și literară din Blaj.

## Scriere și publicare

### Scrierea romanului

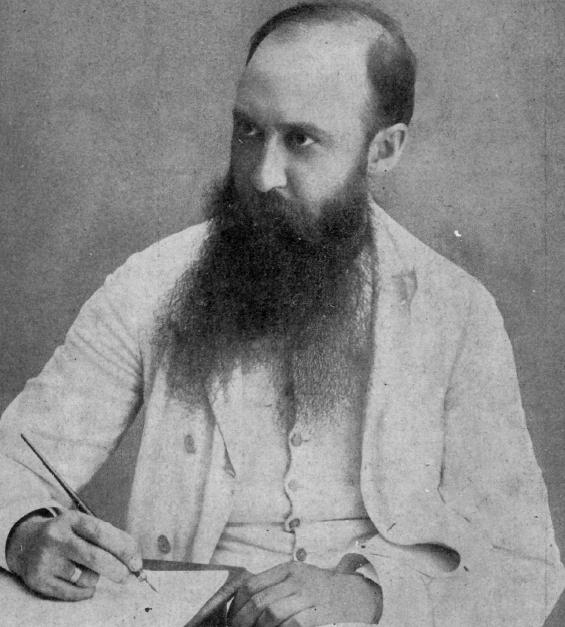
Profesorul Nicolae Iorga a citit primele capitole ale cărții și i-a recomandat autorului să renunțe la literatura SF.

Romanul Un român în Lună al lui Henric Stahl, publicat în 1914, este considerat de istoricii literari români drept una dintre lucrările de pionierat în literatura științifico-fantastică românească. Această operă literară este prezentată de autor ca un manuscris găsit despre explorarea spațiului cosmic: un ziarist dă din întâmplare peste un text misterios, care se dovedește a fi relatarea stenografiată a unei călătorii românești către Lună.
Stahl a luat în considerare publicarea lucrării și i-a arătat primele capitole profesorului Nicolae Iorga pentru o opinie critică. Marele om de cultură era însă refractar la ideea de înnoire literară, așa că i-a recomandat autorului să mai lase deoparte luna și stelele și să scrie o nouă carte, urmând modelul din primul capitol, în care Stahl descria viața Bucureștilor de la începutul secolului al XX-lea. Prin urmare, debutul literar editorial al lui Stahl a avut loc în 1910 cu lucrarea memorialistică Bucureștii ce se duc (schițe umoristice, cu 97 ilustrații originale), publicată inițial în foileton în revista Neamul Românesc a lui Iorga, apoi într-un volum tipărit la Vălenii de Munte. Un al doilea volum, intitulat Dela manevre și alte schițe vesele, a fost tipărit tot de Iorga în anul 1912. Iorga l-a menționat mai târziu pe Stahl, alături de Ion Agârbiceanu, Romulus Cioflec și Dumitru C. Moruzi, ca pe unul dintre cei mai valoroși scriitori de proză ai revistei Neamul Românesc.
Potrivit unui obicei secular evocat, autorul a dedicat romanul „unui nerăsplătit muncitor tenace, prietenului meu Victor Anestin, care prin graiu și prin scris a făcut pe atâția să mai ridice puțin ochii de pe mocirla pământească spre stelele curate”. În articolul „Romanele științifice”, publicat la 25 noiembrie 1914 în Ziarul științelor populare și al călătoriilor, Anestin își minimaliza cu modestie propriile merite, scriind că „autorul, din prietenie, îi exagerează oarecum meritele”, iar dedicația către el este singurul defect al romanului. Cu toate acestea, Stahl a păstrat această dedicație și a extins-o în cea de-a doua ediție a volumului, apărută în 1925, după moartea lui Anestin, menționând cu acel prilej că închină „cu recunoștință această lucrare memoriei unui nerăsplătit muncitor tenace, memoriei lui Victor Anestin, care, prin grai și prin scris, în viața lui scurtă de om sărac și trudit, a făcut pe atâția să mai ridice puțin ochii de pe mocirla pământească spre stelele curate”.
Henric Stahl considera că literatura științifico-fantastică trebuia să aibă în primul rând un scop utilitarist, adică să popularizeze știința într-un mod agreabil. Această mentalitate este expusă clar în „lămurirea” care precede romanul Un român în Lună:
| “ | Ținta mea a fost, prin această lucrare, să dau, sub forma unui roman, atrăgător de se poate, noțiuni de astronomie populară, fără socoteli, cifre, statistici, fără aberațiunile de imaginație în căutarea senzaționalului de care suferă imitatorii de astăzi ai genialului Edgar Poë și să povestesc lucruri aproape firești într-un cadru mai nou, într-o formă literară cât mai îngrijită, nefalsificând niciuna din datele științifice, în care totul să se înlănțuie firesc din momentul ce s-ar admite posibilitatea inventării unei substanțe refractare atracțiunii Pământului. | ” |

Prefața lui Stahl nu constituie un manifest teoretic al genului precum articolul „Romanele științifice” (1914) al lui Victor Anestin și încearcă să singularizeze romanul, detașându-l de alte scrieri științifico-fantastice marcate de senzaționalism și adresate unui public ignorant. Autorul a imprimat în mod deliberat scrierii un caracter antisenzaționalist și antiidilic, încercând să prezinte ipoteze științifice bazate pe informațiile existente la acel moment. Cu toate acestea, anticipația autorului se plasează „din timiditate excesivă” la o distanță mare de anticipația modelelor sale literare („Jules Verne, încântătorul copilăriei mele” și „marele și înfiorătorul Wells”).
În elaborarea cărții Henric Stahl a folosit cărțile publicate de Victor Anestin (Cum să înveți stelele, 1913), Ion Otescu (Credințele țăranului român despre cer și stele, 1907), Camille Flammarion (La Lune (Astronomie populaire) și Voyage en ballon), Amédée Guillemin (La Lune, 1866), abatele Théophile Moreux (Les Eclipses, 1912; Un jour dans la Lune, 1912), Pierre Puiseux (La terre et la lune, 1908), Philipp Johann Heinrich Fauth (Was wir vom Monde wissert, 1906), James Nasmyth & James Carpenter (Der Mond betrachtet als Planet, Welt und Trabant, 1906), Nathaniel Southgate Shaler (The Moon, 1903) și Garrett P. Serviss (The Moon, 1907), plus hărțile lunare publicate în revista L'Illustration (nr. 3661, aprilie 1913) și o lunetă cu obiectiv de 75 mm; toate acestea sunt expuse într-o listă publicată la sfârșitul romanului.

### Publicarea romanului

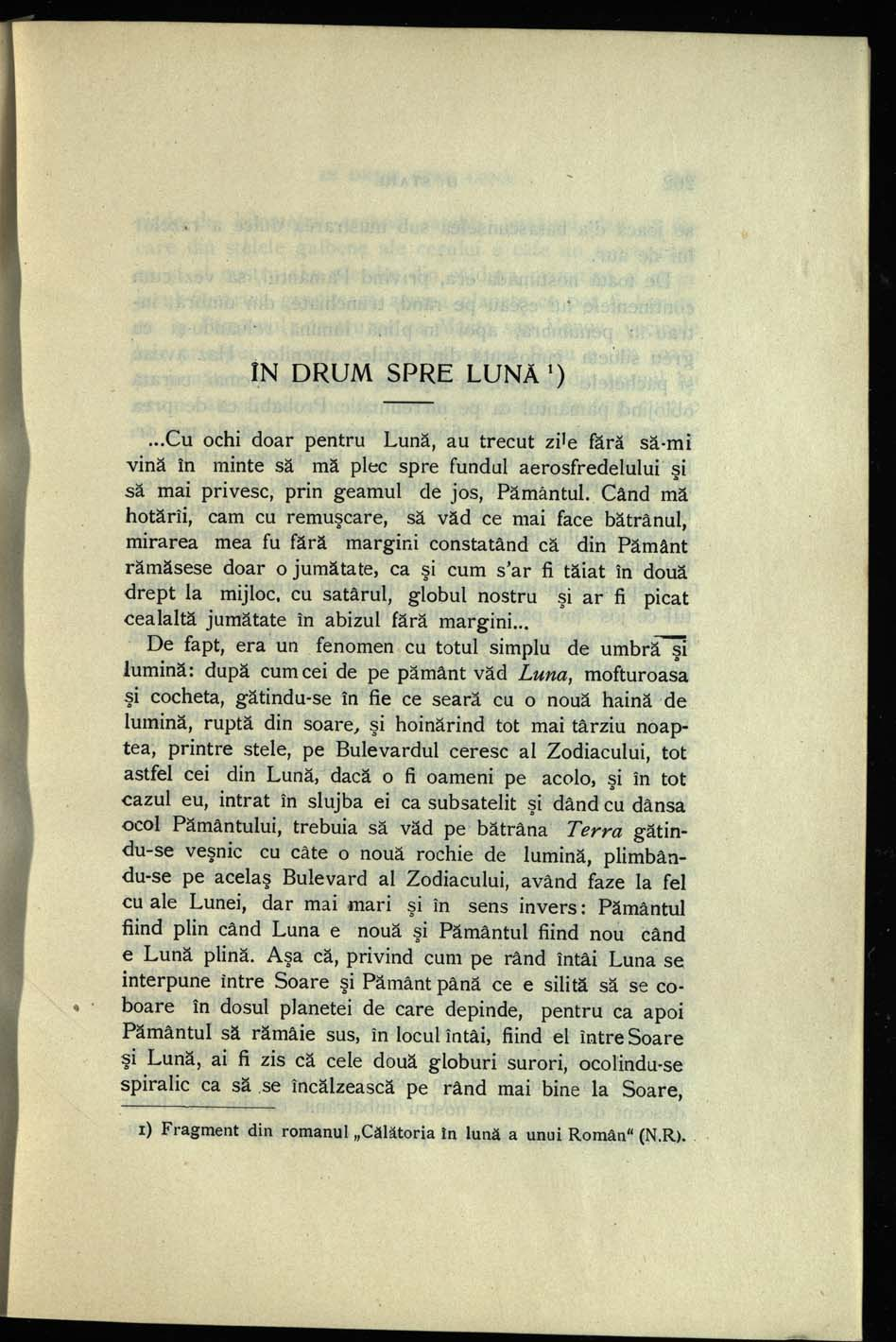
Prima pagină a fragmentului „În drum spre lună” (cap. XXIII din Partea a II-a), publicat în nr. 3/1913 al revistei Convorbiri literare.

Fragmente din acest roman au fost publicate anterior în unele reviste românești: „Spre ziuă în București”, în Neamul Românesc, anul I, 1908, nr. 1, pp. 29–32; „Călătoria în lună a unui român. În drum spre Lună. Popas deasupra Carpaților. Mai sus ca Himalaia. Beția oxigenului”, în Revista politică și literară, Blaj, anul IV, octombrie 1911, nr. 2, pp. 49–51; „De ce latră câinii la lună”, în Ziarul călătoriilor și al științelor populare, anul XVII, nr. 16, 26 februarie 1913; „În drum spre lună (fragment din romanul «Călătoria în lună a unui Român»)”, în Convorbiri literare, București, anul XLVII, nr. 3, martie 1913, pp. 261–264; „Cucoana din Lună (Din romanul «Călătoria în lună a unui Român»)”, în Ziarul științelor populare și al călătoriilor, nr. 28, 21 mai 1913; „Spre ziuă în București”, în Românul, Arad, anul IV, 1914, nr. 275, pp. 1–2; „Pe Lună, fragment din volumul ce va apare în curând: „UN ROMÂN ÎN LUNĂ” de H. Stahl”, în Ramuri, Craiova, anul IX, nr. 5–6, 1–15 martie 1914, pp. 80–82.
Romanul a apărut aproape integral în Ziarul călătoriilor și al științelor populare în cursul anilor 1913 și 1914, fiind intitulat inițial Un român în Lună — Fantastica călătorie a unui român până la palidul nostru satelit. Apariția sa în paginile revistei a fost precedată de un anunț publicat de Victor Anestin în numărul 31 din 11 iunie 1913:
| “ | Ne gândeam de multă vreme să începem publicarea unui roman științific, dar romanele lui Jules Verne au fost mai toate traduse și apoi cele mai multe nu mai sunt în curent cu știința din timpul nostru. Nu toți apoi sunt pregătiți pentru romanele prea științifice ale lui Wells. În sfârșit, am găsit o scriere care are nenumărate merite: 1) E opera unui scriitor român, d. Henri Stahl, ba a unui scriitor contimporan care știe să scrie, ceea ce trebuie să mărturisim că e rar. 2) E o descriere amuzantă și în același timp cu totul instructivă. 3) Ilustrațiile sunt: parte reproduceri fotografice, parte admirabile desenuri datorite distinșilor artiști Murnu și Stoica. Două capitole, și anume dintre cele descriptive, am publicat în numerele trecute, de aceea nu le vom mai reproduce când le va veni rândul și vom indica locul unde trebuiesc intercalate. În numărul viitor (32) vom da un rezumat al acțiunei acestei călătorii extraordinare, care sperăm că va interesa pe toate categoriile de cititori, iar în No. 33 vom începe publicarea lui pe capitole. | ” |

În numărul următor (nr. 32, 18 iunie 1913), revista a publicat un rezumat al romanului, însoțit de o scrisoare a autorului către Victor Anestin în care afirma că dorește să scrie „literatură folositoare (...), sub forma unui roman, atrăgător de se poate, un adevărat tratat de astronomie populară, fără socoteli, fără cifre, fără statistică, și într-o formă literară cât mai îngrijită, cu fraza ritmată”. Autorul critica în acea scrisoare abundența de romane de dragoste, considerând că s-a abuzat de tema iubirii; romanul de dragoste este în opinia lui „sau un fals sau o lipsă de delicateță”.
Publicarea sub formă de foileton a romanului Un român în Lună a început în 25 iunie 1913, după ce apăruseră mai întâi două fragmente izolate („De ce latră câinii la lună”, 26 februarie 1913; „Cucoana din Lună”, 21 mai 1913), și s-a încheiat la 18 noiembrie 1914; aparițiile au avut loc în două tranșe: o primă tranșă intitulată „Un român în Lună” a apărut din 25 iunie 1913 (nr. 33/1913) până în 28 ianuarie 1914 (nr. 12/1914) și a cuprins primele două părți ale romanului până la „Sfârșitul părței a II-a”, iar o a doua tranșă intitulată „Un român în Lună (partea a III-a)” a apărut din 7 octombrie 1914 (nr. 48/1914) până în 18 noiembrie 1914 (nr. 54/1914). Ultimul capitol al romanului („Fatalitate”) nu a mai apărut în foileton, deoarece romanul fusese deja publicat în volum și se afla în librării la mijlocul lunii noiembrie.
Prima publicare în volum a avut loc în anul 1914, romanul fiind tipărit pe cheltuiala autorului de către Institutul de Arte Grafice „Tipografia Românească” din București, după cum afirma Victor Anestin în articolul „Romanele științifice” din Ziarul călătoriilor și al științelor populare (nr. 55, 25 noiembrie 1914, p. 871). Volumul avea 240 de pagini, o copertă în trei culori cu o imagine a globului lunar și ilustrații realizate de Stoica Dumitrescu (1886–1956) și Ary Murnu (1881–1971), care au mai ilustrat reviste pentru copii, cărți școlare și ediții ale operelor lui Ion Creangă, Mihai Eminescu și Mihail Sadoveanu (precum Însemnările lui Neculai Manea și Neamul Șoimăreștilor). Prin stabilirea unui preț modic de doar 2 lei (pentru exemplarele pe hârtie normală) și respectiv 3 lei (pentru exemplarele pe hârtie velină) se urmărea probabil doar recuperarea cheltuielilor de tipărire și distribuție. Imediat după apariție, revista de popularizare științifică Natura a recomandat romanul propriilor săi cititori, reproducând un capitol în numărul 4 din 1915.

### Ediții noi
Cartea a stârnit un viu interes în rândul cititorilor, așa cum reiese din ziarele vremii, iar jurnalistul și scriitorul Victor Anestin a considerat apariția ei „un adevărat eveniment” în articolul „Romanele științifice”, publicat la 25 noiembrie 1914 în Ziarul științelor populare și al călătoriilor. Din acest motiv, romanul a fost publicat într-o a doua ediție în anul 1925 de către Editura „Cugetarea” din București; volumul făcea parte din colecția „Călătorii extraordinare” (dedicată lui Jules Verne) și avea 232 de pagini și titlul scris greșit pe copertă: Un Român în lună. Ambele ediții au fost uitate după un timp, iar cunoașterea istoriei literaturii științifico-fantastice în România a fost întârziată astfel până în anii 1950, când a început un proces de redescoperire a tradiției naționale a acestui gen literar.
Cenzura comunistă care i-a atins pe urmașii lui Stahl nu a afectat romanul Un român în lună, care a fost republicat în două ediții noi în anii 1958 (ediția a III-a, Ed. Tineretului, București, colecția „Cutezătorii”, 192 p.; tiraj 18.100 ex. broșate + 2.050 ex. cartonate; prefață și note – I. M. Ștefan; având titlul Un romîn în Lună, scris în conformitate cu normele ortografice ale vremii respective; bun de tipar: 12 mai 1958) și 1966 (ediția a IV-a, Ed. Tineretului, București, colecția SF, 184 p.; tiraj 25.140 ex.; prefață și note – I. M. Ștefan; poartă pe pagina de titlu mențiunea „Ediția a II-a”; bun de tipar: 10 ianuarie 1966).

## Interpretare și analiză
Călătoria unui român pe Lună din romanul Un român în Lună (1914) nu este prima aselenizare românească din literatura SF, un alt român ajungând anterior pe satelitul natural al Terrei în nuvela O călătorie în Lună (1907) de Alexandru Speranță.
În opinia publicistului Cristian Tudor Popescu, autor de literatură științifico-fantastică, motivația principală a călătoriei spațiale a cosmonautului român nu este setea de aventură sau de cunoaștere științifică ca în romanul Solaris (1961) al scriitorului polonez Stanisław Lem, ci înstrăinarea resimțită de un adept al pozitivismului care opune progresul științe aplicate, dublat de un nivel adecvat al conștiinței sociale, mai vechilor tradiții politicianiste și ritualuri religioase. Înstrăinarea călătorului merge până la respingerea unor nevoi fizice ale omenirii. Astfel, alimentația și somnul sunt considerate de cosmonaut ca racile ale unui trecut degradant de care oamenii trebuie să se dezobișnuiască pentru a putea evolua spiritual și a depăși condițiile speciei umane, evoluând către o ființă cosmică precum în celebrele romane Sfârșitul copilăriei (1953) și 2001: O odisee spațială (1968) ale lui Arthur C. Clarke.

### Studiul științific al călătoriei în Cosmos

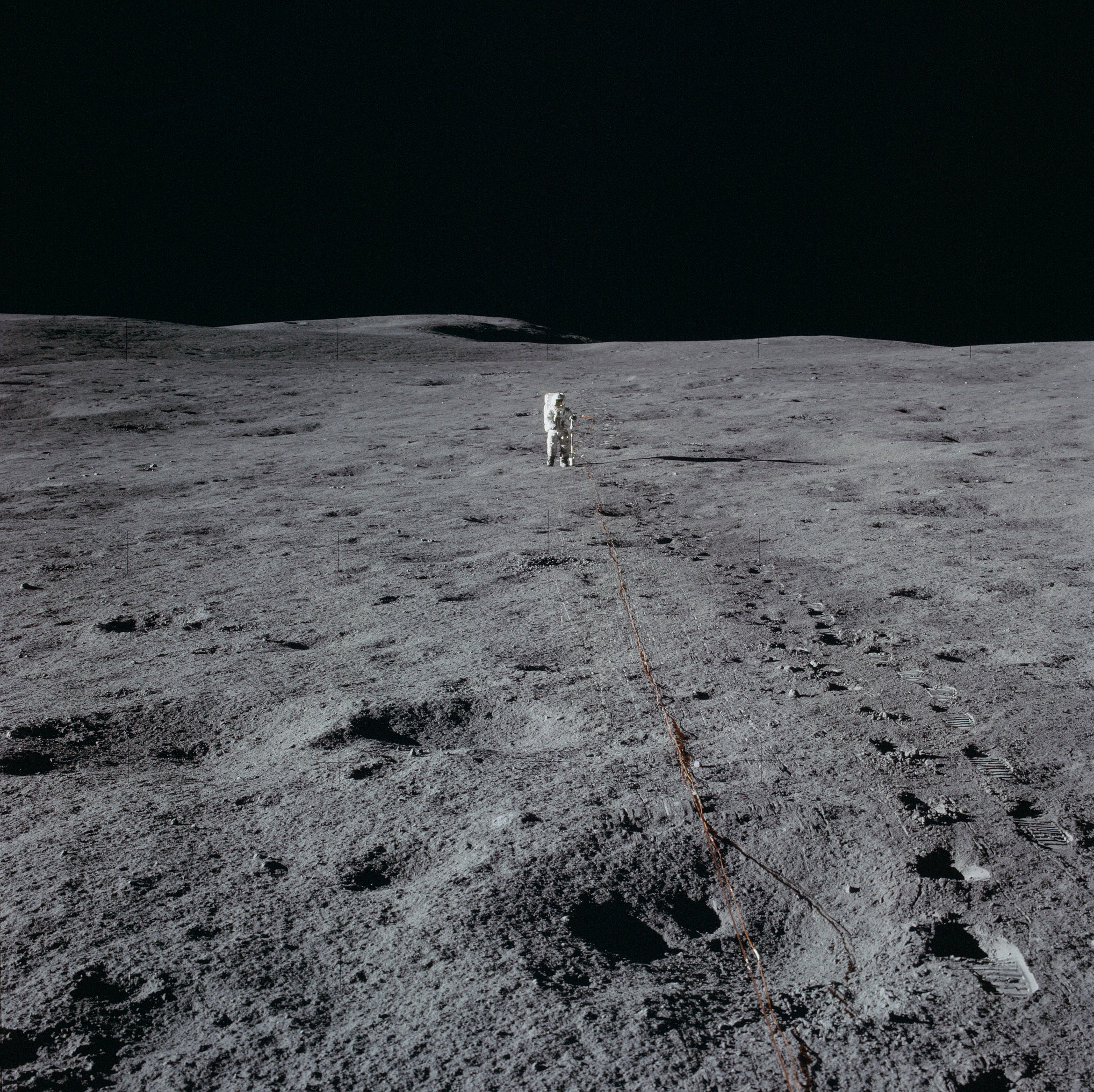
Solul lunar fotografiat în cursul misiunii spațiale Apollo 14 (1971).

Cartea conține mai multe pagini de popularizare a științei, prezentând probleme de astronomie ce reflectă nivelul de cunoștințe ale epocii și fiind din acest motiv foarte instructivă. Autorul descrie o călătorie imaginară în Cosmos, prezentând fenomenele științifice presupuse de depășirea gravitației, ieșirea de pe orbita terestră, deplasarea prin spațiu și aselenizarea. Unele influențe din literatura universală sunt vizibile: ideea „azbestoidului refractar atracțiunii”, substanța care anulează gravitația și permite ascensiunea în spațiu, provine din romanul Primii oameni în Lună (1901) al lui H. G. Wells, în timp ce aerosfredelul este inspirat de proiectilul cosmic din romanul De la Pământ la Lună (1865) al lui Jules Verne; romanele citate mai sus sunt însă doar surse de inspirație pentru aventura extraterestră imaginată de Stahl.
Autorul nu cunoștea studiile publicate între anii 1900 și 1914 de către Konstantin Țiolkovski, Robert H. Goddard sau Robert Esnault-Pelterie care susțineau că racheta este vehiculul cosmic al viitorului, ce poate fi propulsat prin utilizarea energiei atomice. Unele date științifice nu mai corespund, fiind depășite în prezent de unele descoperiri realizate ulterior. Cercetările contemporane au contrazis prezența unei vegetații abundente în unele regiuni ale Lunii, precum și existența vieții chiar și sub cele mai primitive forme.
Fiind o lucrare de pionierat scrisă de un astronom amator, romanul conține o serie de naivități tehnico-științifice chiar și pentru vremea publicării sale. Sunt de menționat printre altele procedeul desprinderii de sol a aerosfredelului prin învingerea atracției gravitaționale cu ajutorul unei substanțe chimice denumite „azbestoid refractar atracțiunii”, deschiderea ferestrelor navei în vid, aruncarea unui tricolor românesc către Polul Nord de la o înălțime de peste 468.000 de metri, transformarea aerosfredelului într-un satelit al unui bolid cosmic sau afirmația repetată că motoarele viitorului vor fi acționate prin forța degajată de explozibili.
Descrierea Lunii conține multe elemente fantastice neconfirmate de observațiile științifice ulterioare. Henric Stahl consideră că Luna are un strat geologic spongios, fiind străbătută de galerii ca un burete, iar interiorul acelor galerii aerul poate fi respirat. Solul satelitului este unul vulcanic, existând vulcani activi, gheizere și vegetație adaptată la aceste condiții meteorologice. În timpul nopții lunare care durează 14 zile temperaturile scad foarte mult și ninge (ca în romanul Primii oameni în Lună (1901) al lui H. G. Wells), zăpada topindu-se odată cu apariția Soarelui. Atmosfera Lunii este asemănătoare în mare măsură atmosferei Pământului, permițând respirația normală a oamenilor după o scurtă perioadă de adaptare. Potrivit imaginației lui Stahl există pe Lună, din loc în loc, o vegetație deasă, dar nu sunt întâlnite niciun fel de animale sau ființe asemănătoare omului.
Henric Stahl imaginează întâlnirea pe Lună a astronautului terestru cu un marțian, prilej pentru a descrie trupul unui locuitor al planetei Marte: înalt de aproape 3 metri, cu un cap enorm de formă triunghiulară, pieptul dezvoltat, talia subțire și două picioare lungi și zvelte, pe care autorul îl compară cu „o suprapunere a trei triunghiuri de inegală mărime, fiecare cu baza sus, cu vârful jos și exact la mijlocul bazei triunghiului inferior”. Marțianul are ochi mici și strălucitori și o gură mică, fără buze, prin care emite o serie de sunete stranii precum șuierele.
Pe parcursul călătoriei spațiale călătorul în Lună rememorează legendele populare legate de geneza, forma și denumirea astrelor, relevând geniul popular, imaginația și fantezia bogată a poporului. Se simte tendința autorului de a crea o opoziție între mediul rural pur și mediul citadin imoral, sub influența ideilor sămănătoriste. Este edificator în acest sens un citat privind evoluția astronomiei: „Astronomia, deci, pe care au început-o umilii păstori trăind sub cerul liber, departe de colivia de nuiele sau piatră a caselor fără aer și țăranii pornind cu noaptea la munca câmpului, având stelele drept calendar și ceasornic, astronomia, acaparată de orașe, populată cu legendă, mister și știință, se întoarce astăzi iarăși la țară și tot mai greu îi va fi orășeanului, anemiat prin lipsa de aer și palid de invidie, să ridice fruntea spre cer, târât cum este de a se zbate în mocirla luptelor meschine ariviste”.
Introducerea unor informații științifice cu o valoare relativă, supuse perimării, a făcut ca romanul să sufere un proces de îmbătrânire, iar ipotezele expuse acolo să-și piardă autoritatea științifică și chiar să pară destul de naive.

### Critică socială
Romanul conține o critică socială virulentă, scriitorul manifestându-și cu pesimism, în numeroase rânduri, disprețul la adresa vieții social-politice din România antebelică plină de oameni lacomi, parveniți și depravați, precum și de agenți electorali vulgari, măcinați de invidie și de ambiții criminale. Henri Stahl era un bun cunoscător al moravurilor politice ale vremii sale, ca urmare a experienței îndelungate de stenograf la Parlamentul României, și a lăsat moștenire un volum de înțepătoare Schițe parlamentare. Talentul polemic al lui Stahl se observă și în romanul Un român în Lună, în care autorul critică sistemul politic corupt și demagogic al României și lansează atacuri ascuțite la adresa elitei politico-sociale aflate la conducerea țării.
Pământul este considerat de autor ca fiind o „mocirlă” sau un „lăcaș al invidiei”. Tonul autorului devine uneori agresiv când se referă la politicienii parveniți ai vremii: „asemenea ție [omidă – n.n.], parvenitul, vicios și târâtor, de toți e curtenit când aurul ce are sclipește în-deajuns ca scârba să dispară”, iar alteori respectuos atunci când îi aduce un omagiu mentorului său, Nicolae Iorga, ale cărui inițiale (N.I.) „ce vor fi odată scumpe întreg neamului românesc” sunt observate de narator pe suprafața lunară.
Referindu-se la tradiția denumirii formațiunilor de relief lunare după învățații pământeni, autorul constată cu ironie: „noroc că un astfel de accident nu prea e probabil în epoca noastră de politicianism acut și noroc mai ales că astronomia nu prea e o știință eminamente națională, căci altfel, la o nouă nomenclatură lunară, în loc de panteon de savanți, Luna, săraca, ar deveni panteon al marilor noștri bărbați electorali și iluștrii șefi de partide. Apoi, cum probabil că o dată cu primenirea partidului de la putere s-ar schimba și nomenclatura decretată de opoziția infamă, așa cum se procedează cu botezarea străzilor bucureștene, studiul cartografiei lunare ar prezenta reale dificultăți pentru amatorii selenografi”. Este scoasă în evidență, de asemenea, acapararea resurselor țării de către investitori străini: „În lumina intensă a celor câteva secunde, recunoscui jos, sub mine, orașul Câmpina, cu imensele-i cisterne de petrol și sondele sale urcând din Prahova până în vârf de munte, sugând la sute de metri păcură neagră ca iadul, scuipând-o la străini”.
În același timp, Henric Stahl scrie mai multe pagini marcate de înflăcărare patriotică atunci când își descrie zborul deasupra teritoriului românesc (făcând abstracție de granița temporară a munților Carpați ce separau pe atunci Vechiul Regat de Transilvania, „despărțind același pământ românesc”), când încearcă să arunce drapelul românesc înspre Polul Nord, când îl învață pe un marțian „limba dragă a țării mele” sau când înfige drapelul românesc pe solul lunar, sub ochii mirați ai aceluiași marțian. Scriitorul călătorise la începutul anilor 1910 în Austro-Ungaria, unde vizitase comunitățile românești din Transilvania și Partium și stenografiase discuțiile din februarie 1911 ale reprezentanților Partidului Național Român cu conducătorii comitatelor Arad, Bichiș și Cenad, în care s-a protestat împotriva politicilor de maghiarizare și s-a solicitat adoptarea votului universal.

## Stil literar
Henric Stahl apelează la procedeul jurnalului de bord în descrierea călătoriei spre Lună. Romanul este format din relatarea la persoana I a unui jurnalist de la un ziar bucureștean, care asistă la căderea unui corp ceresc și descifrează manuscrisul găsit în interiorul aparatului de zbor, și din jurnalul de bord al astronautului român, care prezintă călătoria propriu-zisă și aselenizarea. Acțiunea are un fir epic simplu, cu un singur plan narativ: un inventator român se simte scârbit de traiul într-o societate meschină ce privește cu ironie și dispreț aspirațiile superioare și pornește cu un „aerosfredel” într-o călătorie solitară către Lună.
Pa parcursul călătoriei cosmice exploratorul spațial român notează periodic fenomenele astronomice și meteorologice pe care le observă (răsăritul și apusul soarelui, eclipsele, perspectiva optică a Pământului), dar și tulburările fiziologice și psihice suferite („răul de spațiu”, efectele lipsei sau excesului de oxigen, senzația imponderabilității). Informațiile științifice aride privind distanța, viteza sau geografia cosmică sunt combinate într-un mod agreabil cu legendele mitologice și folclorice, fără ca autorul să cadă în capcana unui didacticism pedant, iar materialul nu are din acest motiv un aspect exagerat de rigid. În unele locuri este transmis un fior metafizic cu privire la lipsa de însemnătate a omului în ansamblul universului. Acțiunea este dinamizată în ultima parte a romanului, odată cu aselenizarea exploratorului pământean, după ce interesul cititorului fusese menținut pe parcursul a peste două treimi a scrierii de fenomenele astronomice și meteorologice observate prin hubloul aerosfredelului.
Tonul scrierii este cald și entuziast atâta timp cât naratorul privește cerul, pentru ca să devină tot mai pesimist și mai trist când privirea naratorului coboară spre pământ, unde observă depravarea umană, suferința cauzată de sărăcie, de mizerie și de boală, precum și prezența morții. Absența moralității în societatea contemporană îi creează naratorului o stare de anxietate profundă: „Mergeam de-acum bănuitor, privind în urmă-mi la fiecare pas, și-mi fu frică de lătratul unui biet cățeluș, frică de hârșâitul fierului curățind șinele tramvaiului din deal la Oppler, frică de măturătorii primăriei, mergând în grupuri, cu mâinile băgate în mâneci ca într-un manșon, ridiculi cu pelerina lor scurtă, cu gluga de domnișoară. Umbrele luau aspecte fantastice: mi se părea că tot stă cineva ghemuit după fiece poartă, gata să sară asupră-mi”.
Odată cu ieșirea din scenă a naratorului, perspectiva lui existențială este preluată de cosmonautul român, autorul jurnalului, care realizează astfel de reflecții: „Ce mândră ești, țara mea iubită, cu lanurile tale bogate ce par ale tuturor! Ce fericită mi te-arăți fără politici, fără situații moștenite, unită fără graniți, cum te cuprinde cu dor vederea mea... (...) În lumina intensă a celor câteva secunde, recunoscui jos, sub mine, orașul Câmpina cu imensele-i cisterne de petrol și sondele sale urcând din Prahova până în vârf de munte, sugând la sute de metri păcură neagră ca iadul, scuipând-o la străini”. Critica socială prilejuiește apariția unor excese sentimentaliste care transformă emoția în retorism: invocații, pledoarii și diatribe.
Autorul apelează deseori la umor atât pentru a compensa ariditatea informațiilor științifice, cât și pentru a echilibra excesele sentimentaliste. Potrivit criticului specializat Mircea Opriță, satirizarea acidă a moravurilor politice burgheze (precum schimbarea nomenclaturii stradale odată cu schimbarea majorității parlamentare) este mai inspirată decât comicul de limbaj destul de sărăcăcios.

## Aprecieri critice
Henric Stahl și-a descris romanul său mai mult ca un „tratat popular de astronomie”, o ilustrare „bine scrisă” și accesibilă a faptelor științifice, denumindu-l un „roman astronomic” și nu roman științifico-fantastic. Această ultimă alăturare de termeni (științifico-fantastic) fusese folosită în limba română încă din 1898 în denumirea romanului 10.000 de ani într-un sloi de gheață de Louis Boussenard ca „povestire fantastico-științifică” în varianta tradusă publicată în foileton în Ziarul călătoriilor și al întîmplărilor de pe mare și uscat (anul II, nr. 73, 16 septembrie 1898 — nr. 89, 27 ianuarie 1899.).

### Importanța romanului

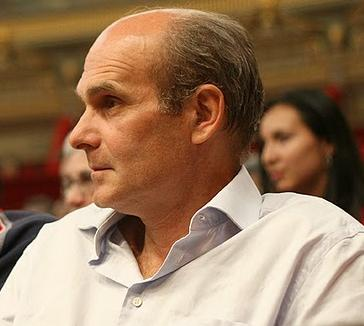
Cristian Tudor Popescu considera acest roman o operă literară minoră, dar îi recunoștea importanța istorică.

Romanul a fost primit cu recenzii elogioase. Astfel, jurnalistul și scriitorul Victor Anestin, unul dintre primii cronicari, evidenția caracterul instructiv și amuzant al romanului, lăudând talentul autorului de a prezenta pe înțelesul cititorilor o mulțime de cunoștințe astronomice. De asemenea, într-o scurtă recenzie publicată în Revista Științifică „V. Adamachi” din Iași (nr. 4, noi. 1914, pp. 249–250), profesorul universitar de geologie Ion Simionescu (membru titular al Academiei Române) lăuda imaginația autorului, afirmând că romanul se citește ușor din acest motiv și pune întrebări științifice care-i determină pe cititori să caute o carte de astronomie pentru a verifica ce este adevăr și ce este închipuire și „să privească spre cerul înstelat, să se gândească la minunăția luminilor nenumărate ce sclipesc pe bolta cerească, și să caute a satisface cât de puțin, noianul de întrebări ce nu lipsesc a li se pune înainte”. Într-o recenzie a romanului, publicată în 1915, Mihail Sevastos, cronicarul revistei ieșene Viața Romînească, remarca următoarele: „D. Stahl a vrut să devină un Flammarion al Romînilor; a împletit o povestire fantastică cu cunoștinți de astronomie”.
Un român în lună este considerat „cel mai important roman S.F. din faza de pionierat” a literaturii științifico-fantastice românești, apariția sa reprezentând un moment important în istoria acestei subspecii literare în România. Au fost evidențiate următoarele calități ale romanului: ingeniozitatea și cursivitatea acțiunii, verva polemică și spiritul incisiv al autorului, ironia de bună calitate și caracterul instructiv al lecturii.

### Defecte literare
În ciuda acestor merite incontestabile, criticii literari au susținut că romanul lui Henric Stahl este o operă literară minoră. Criticul Florin Manolescu îl considera o scriere inferioară „ca literatură, ca mișcare epică, dar nu și ca sentiment”, care conține numeroase naivități științifice. Jurnalistul cultural Cristian Tudor Popescu evidenția existența mai multor minusuri precum „construcția neglijentă, apelul la prefabricate narative de tipul manuscrisului găsit, dezechilibrul provocat de lungile pasaje de știință popularizată, agreabile în sine, dar intercalate fără o minimă justificare în firul epic, împrumuturile fățișe din Poe, Verne, Wells”; autorul este considerat „inferior” în ceea ce privește structurarea prozei în comparație cu modelele sale occidentale, de la Edgar Allan Poe la Jules Verne. Pentru a fi un scriitor în adevăratul sens al cuvântului autorului i-a lipsit, potrivit criticului specializat Mircea Opriță, „nu condeiul, ci, poate, energia și o profundă conștiință estetică”.
În opinia filologului Petru Iamandi, „pozitivismul destul de evident” al cărții este compensat de „entuziasm” și „observații amuzante”, dar „lipsa unui conflict autentic [este] neajunsul principal al cărții lui Stahl”. Mihail Sevastos a remarcat, în plus, cu o oarecare malițiozitate existența unor exprimări glumețe tipice unui român care „a trăit prea pe malul Dîmboviței”, adăugând că „critica socială” a lui Stahl a fost realizată într-un mod prea „agresiv”. Singurul element care-l singularizează pe autor este, în opinia lui C.T. Popescu, motivația exploratorului: el a părăsit Pământul din mizantropie și dezgust față de o societate depravată și lipsită de conștiință socială, dar și dintr-o credință în transcendența umană (adică într-un „punct Omega”).
Henric Stahl rămâne, alături de Victor Anestin, mai mult un popularizator al științei decât un autor de literatură de anticipație. Recursul mai frecvent la fantezie și reducerea numărului de pagini expozitive ar fi avantajat romanul Un român în Lună, făcându-l să aibă o valoare literară mai ridicată, considera Mircea Opriță. Cu toate acestea, romanul lui Stahl reprezintă un reper în evoluția istorică a literaturii științifico-fantastice românești, având un stil literar superior celui din romanele lui Victor Anestin, chiar dacă inferior celui din romanele lui Felix Aderca.